# بهجوئي (سامبال)
بهجوئي (بالأردية: بہجوئی، بالإنجليزية: Bahjoi): هي مدينة ناجار باليكا باريشاد في منطقة سامبال، قسم مراد آباد، في ولاية أتر برديش الهندية. بهجوئي (سامبال) هي المقر الرئيسي لمنطقة سامبال. كانت مشهورة في السنوات الماضية بمصنع الزجاج أثناء الاستعمار البريطاني.